# Smedstorps dubbelgård

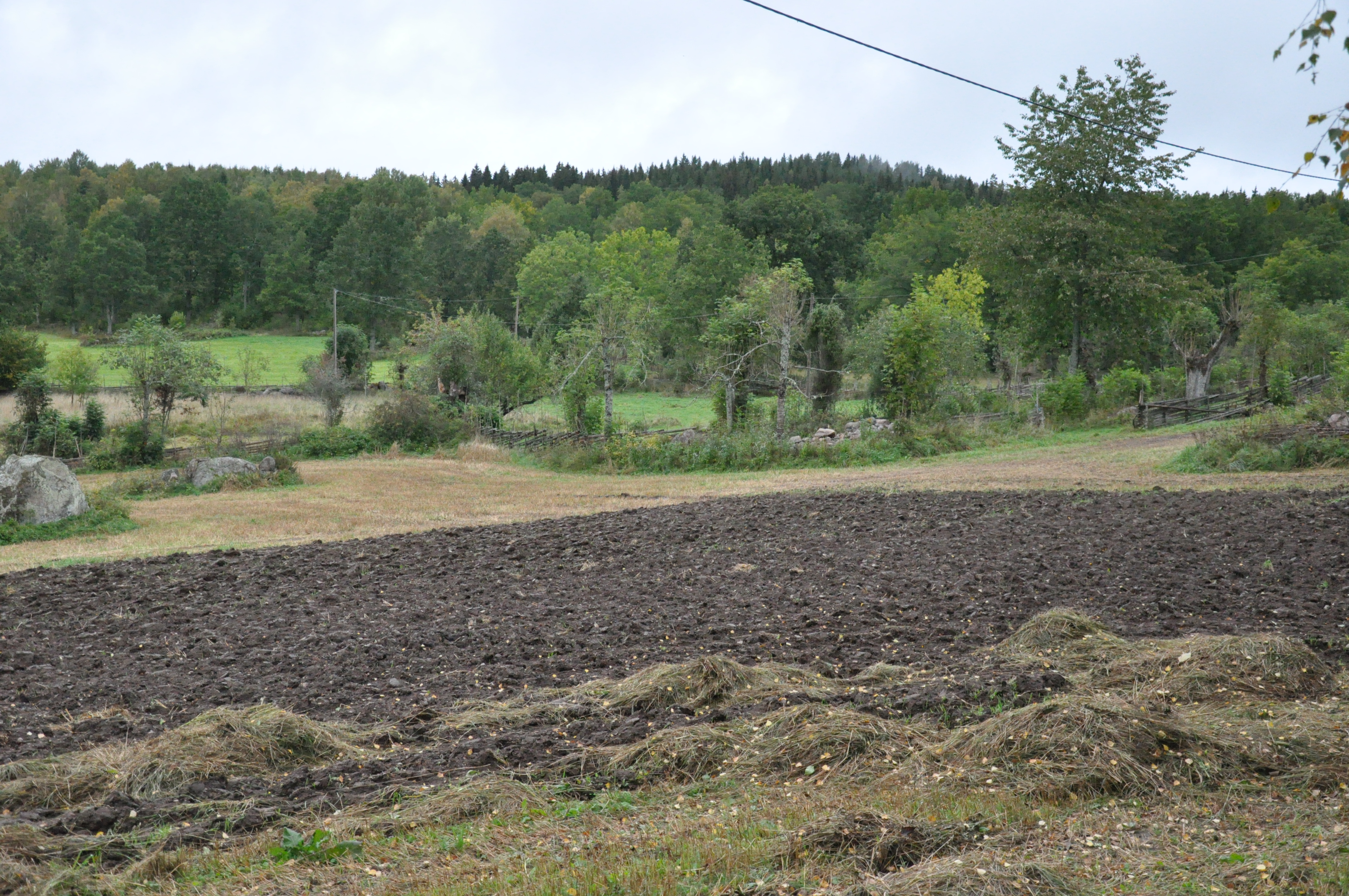
Södra gärdet

Smedstorps dubbelgård är ett kulturreservat i Norra Vi socken i Ydre kommun.

## Historia
Smedstorps dubbelgård har bevarat sin 1700-talskaraktär med små byggnader, omgivna av ett ålderdomligt odlingslandskap med små flikiga åkrar, ängsmark och naturbetesmarker. I landskapet finns hamlade träd, gärdesgårdar och odlingsrösen. Smedstorp försörjde i början av 1700-talet en familj och delades på 1730-talet i två gårdar, med dubblerade byggnader på den gamla gården med de två mangårdsbyggnaderna, enkelstugor i två våningar, vägg i vägg och med dubbla uppsättningar av ekonomibyggnader på ömse sidor av gårdsplanen. Dubbelgården är bebyggd i så kallad götisk form med de ungefär 20 timrade och omålade husen med separata funktioner (boningshus, ladugårdar, svinhus, visthusbodar, vedbodar, hönshus, stall, logar, jordkällare och vagnshus) löst grupperade i en fyrkant och med gårdsplanen avdelad med trästaket i "fine gårn" (mangården) närmast mangårdsbyggnaden och "lagårdsbacken/fägården"  närmast fähusen. Laga skifte fastställdes först 1942.
Ängarna har en rik flora med bland annat backklöver, svinrot, femfingerört, sandarv, backsippa, vingviol och jungfrukammare. Den äldsta kartan är från 1707 och gäller i huvudsak fortfarande.
Smedstorps dubbelgård är ett kulturreservat sedan 2001 enligt beslut av länsstyrelsen i Östergötlands län. Reservatet förvaltas av Länsstyrelsen Östergötland.

## Bilder

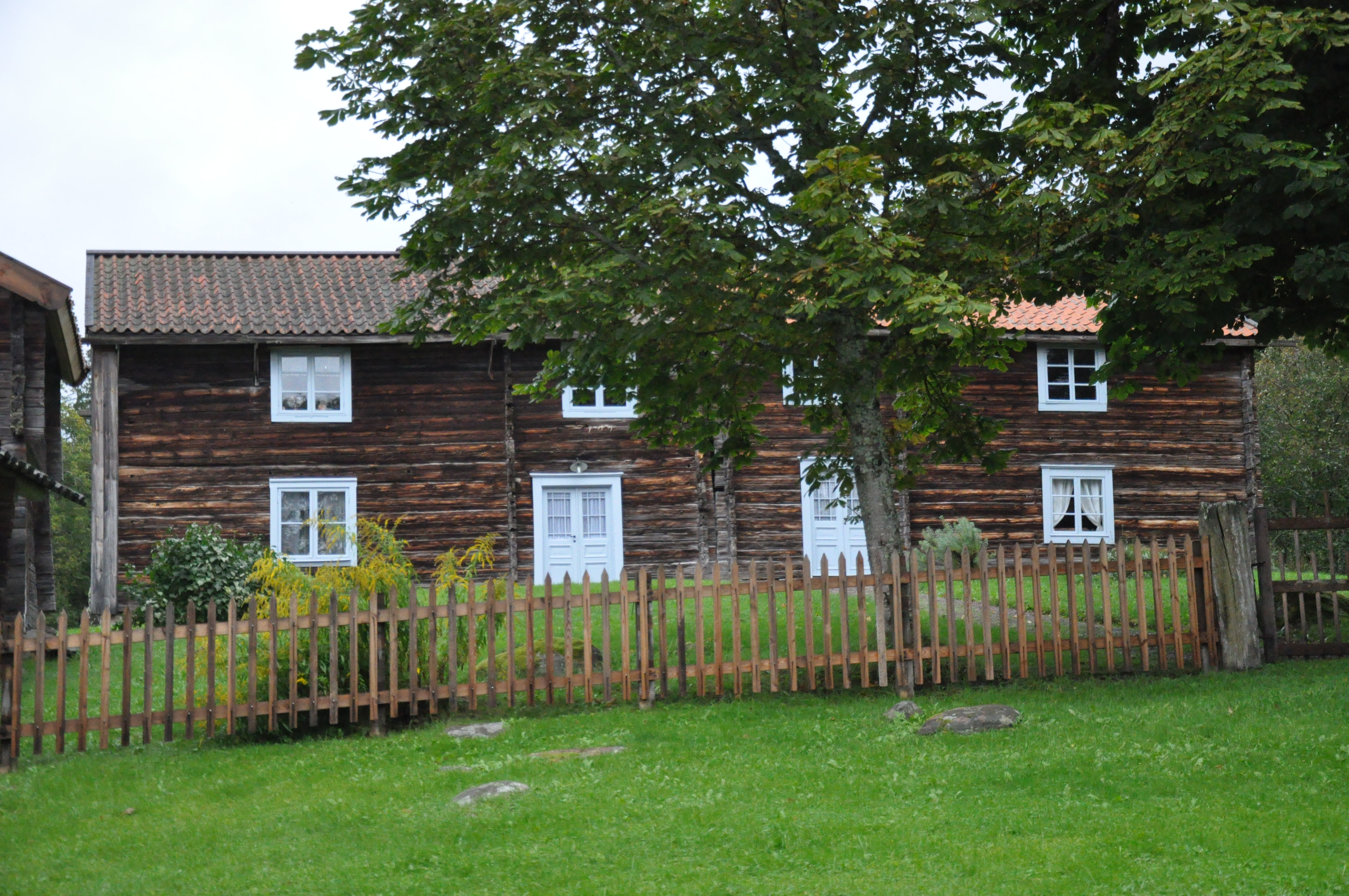
Mangårdsbyggnaden från fägården
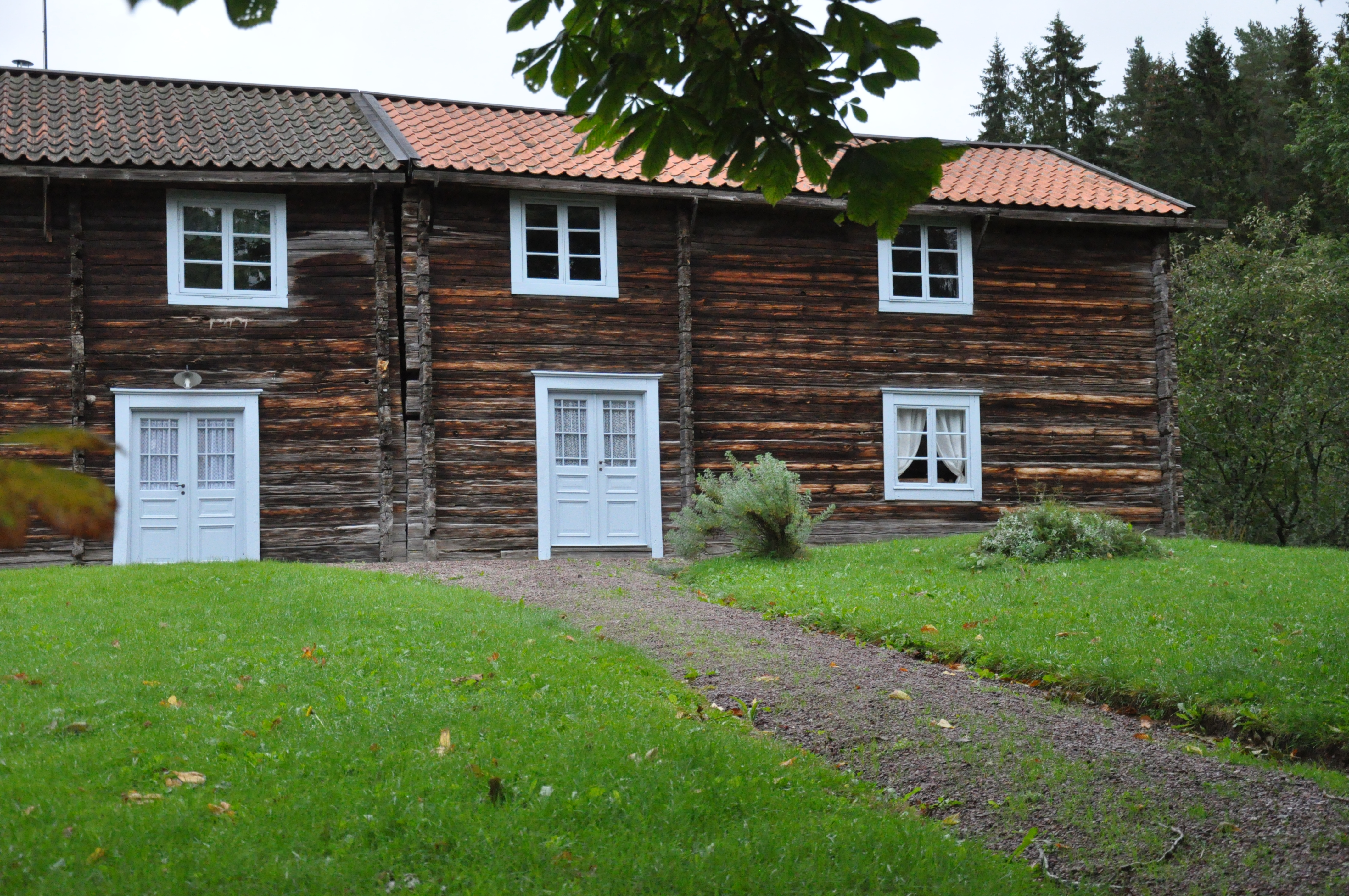
Sydöstra manhuset
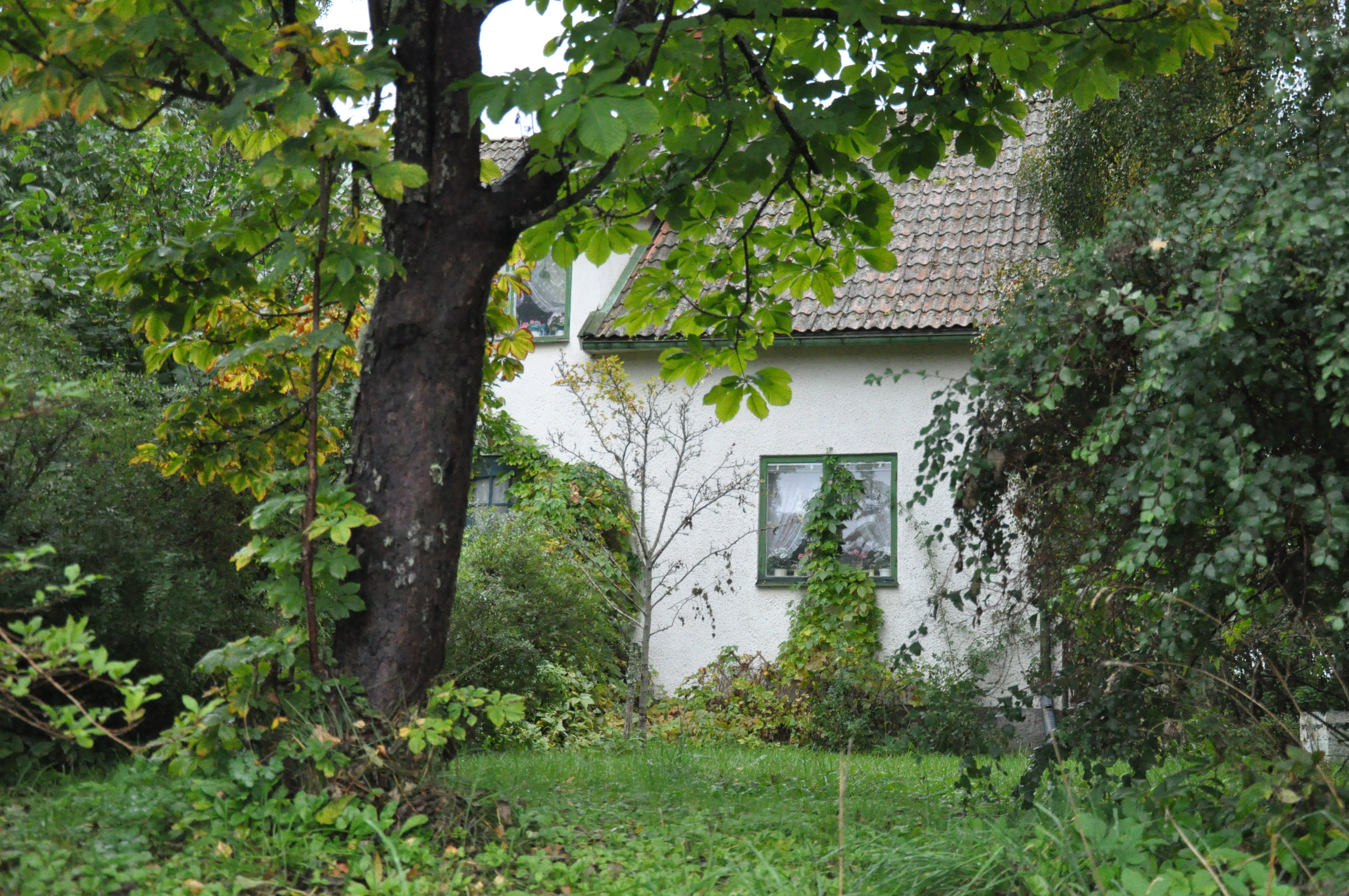
Vita villan
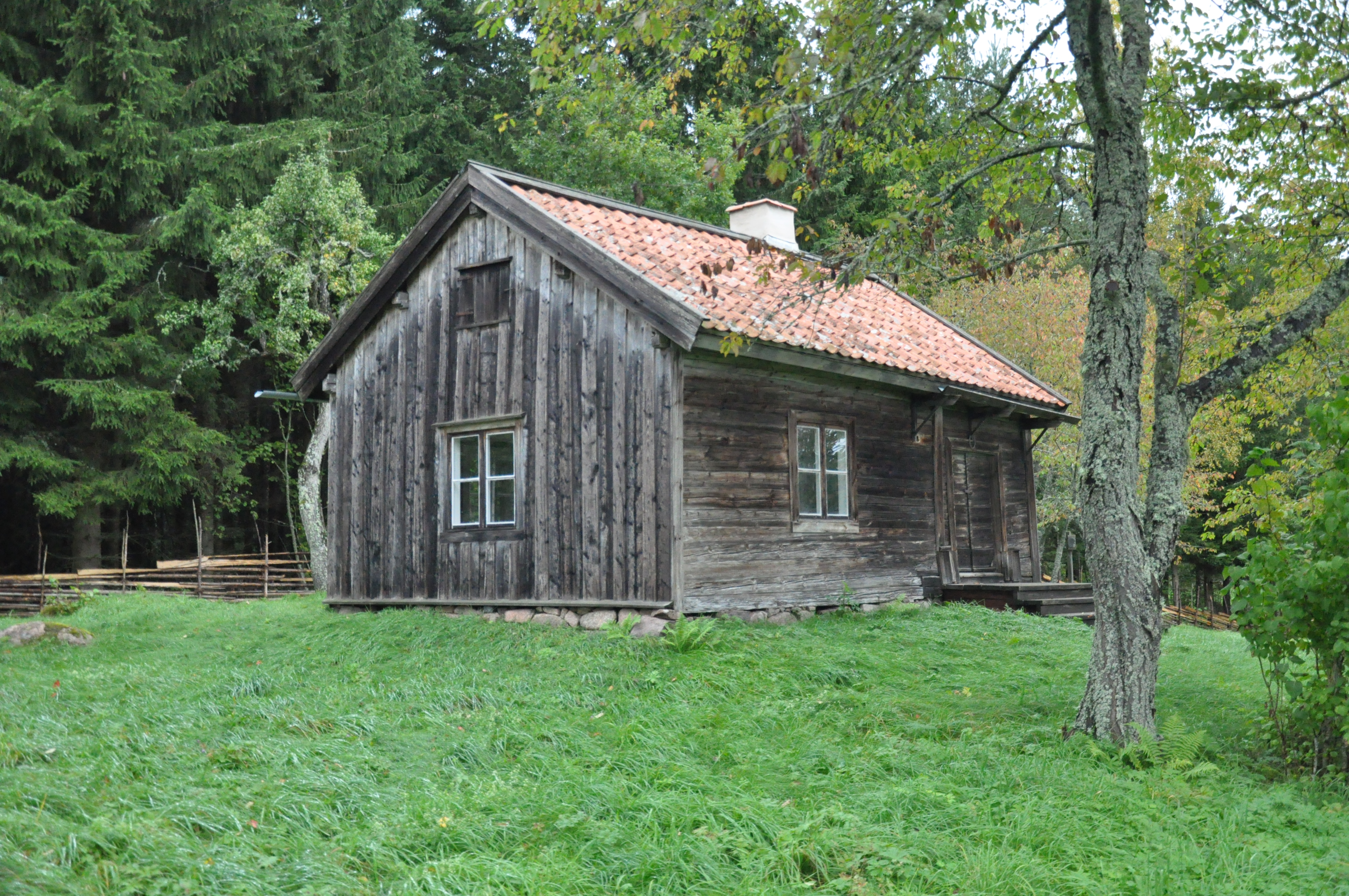
Torpet Hagalund
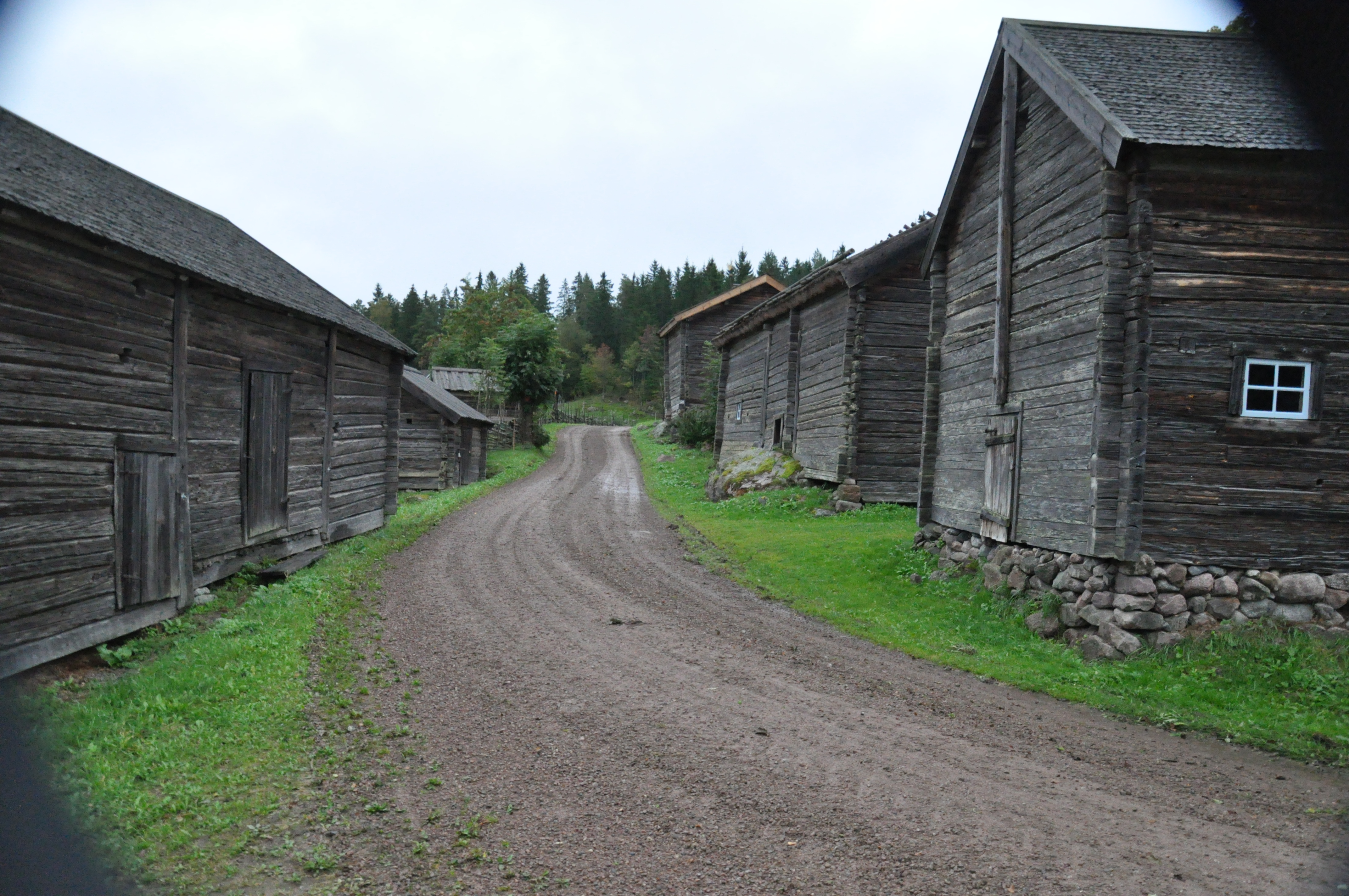
Ekonomihus utmed landsvägen
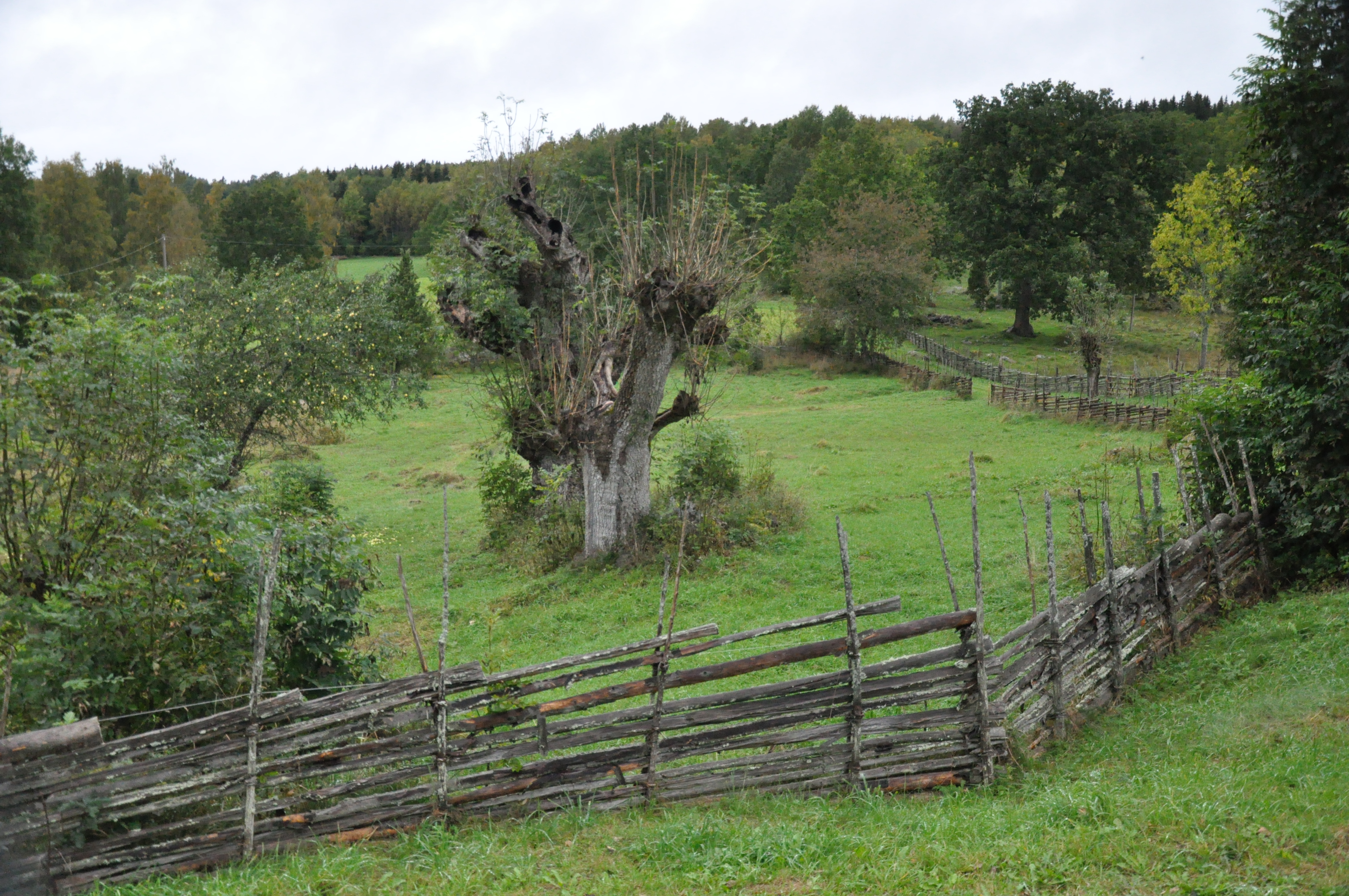
Lillängen
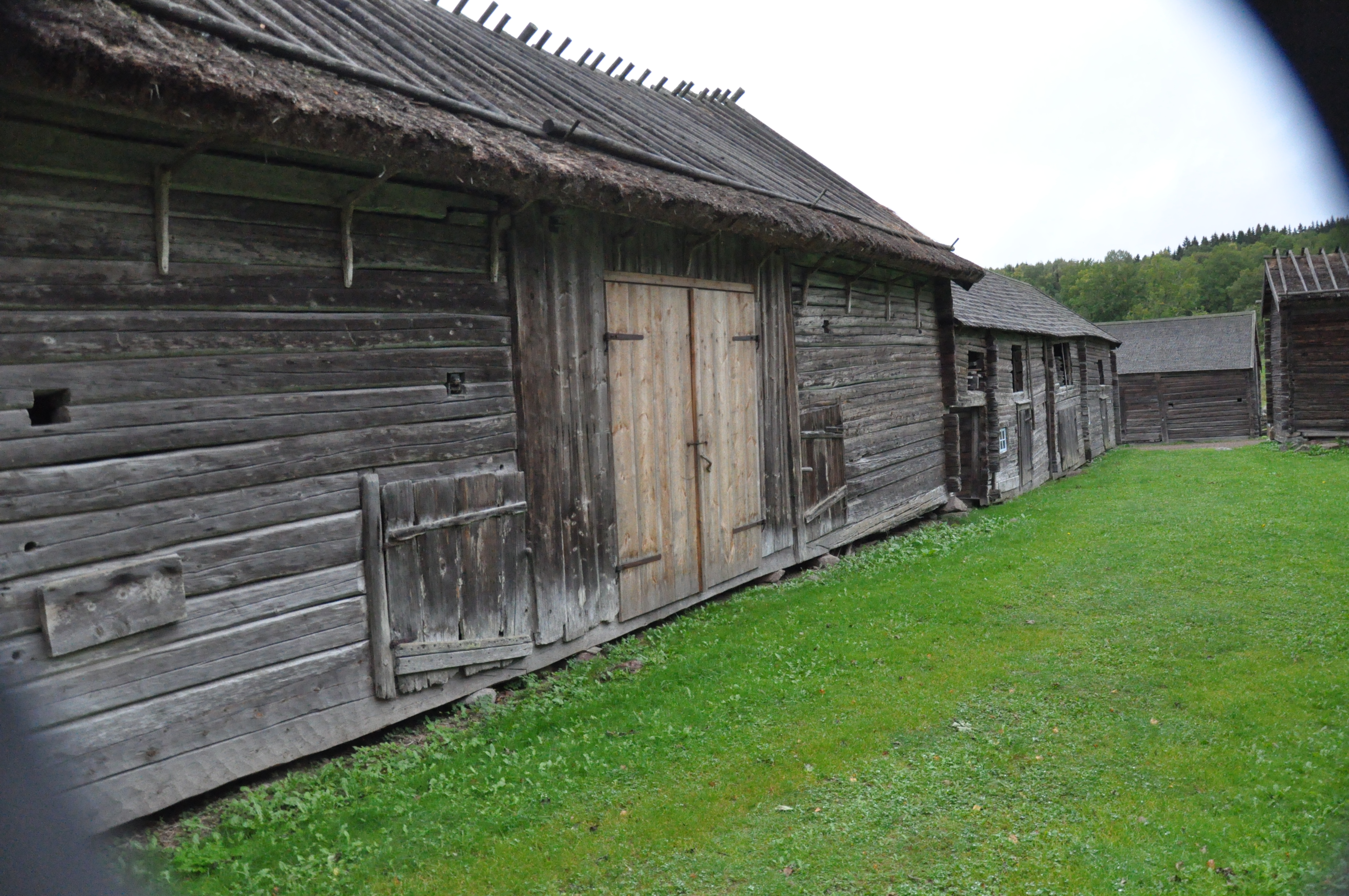
Ladugården
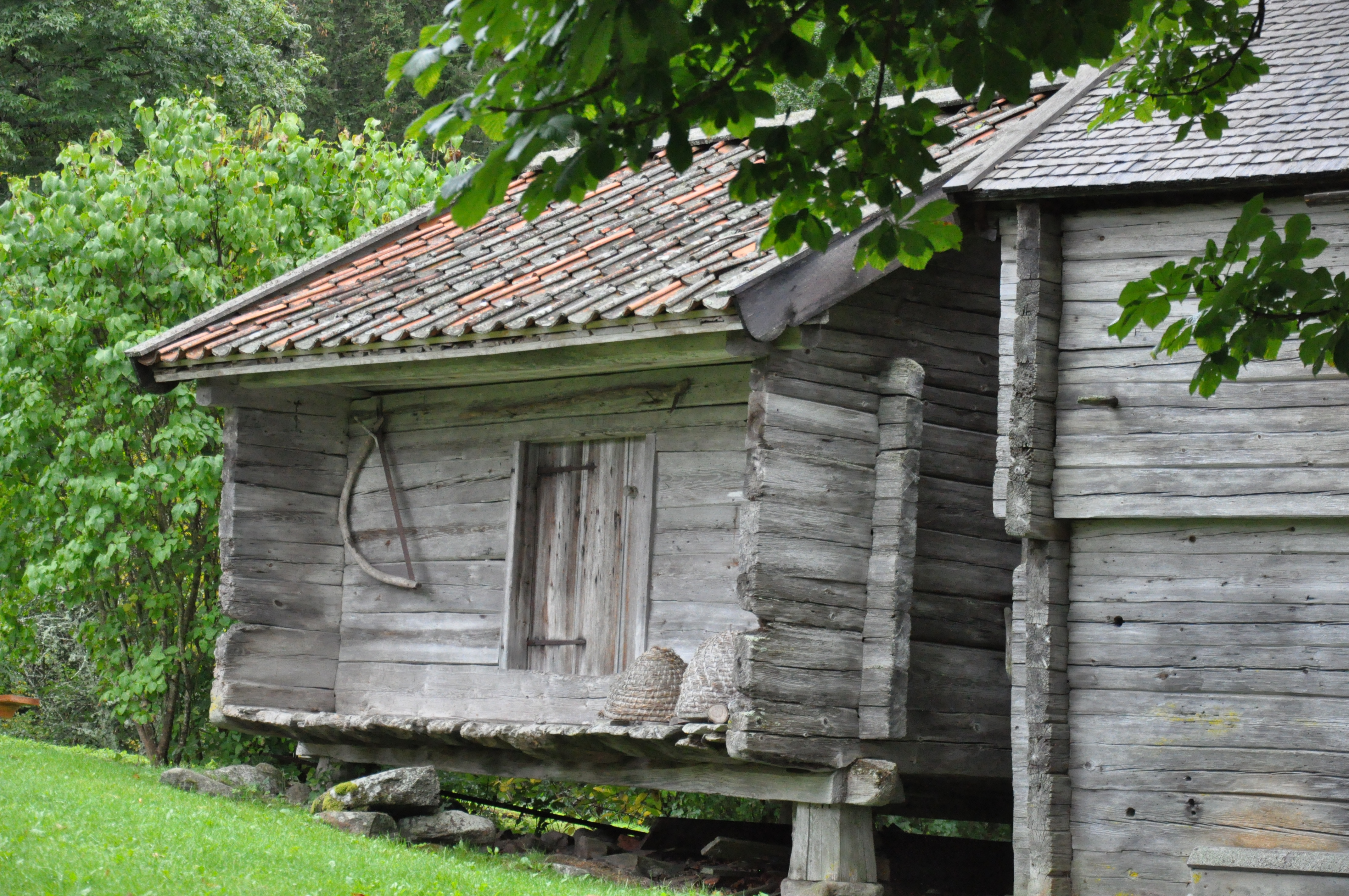
Visthusbod
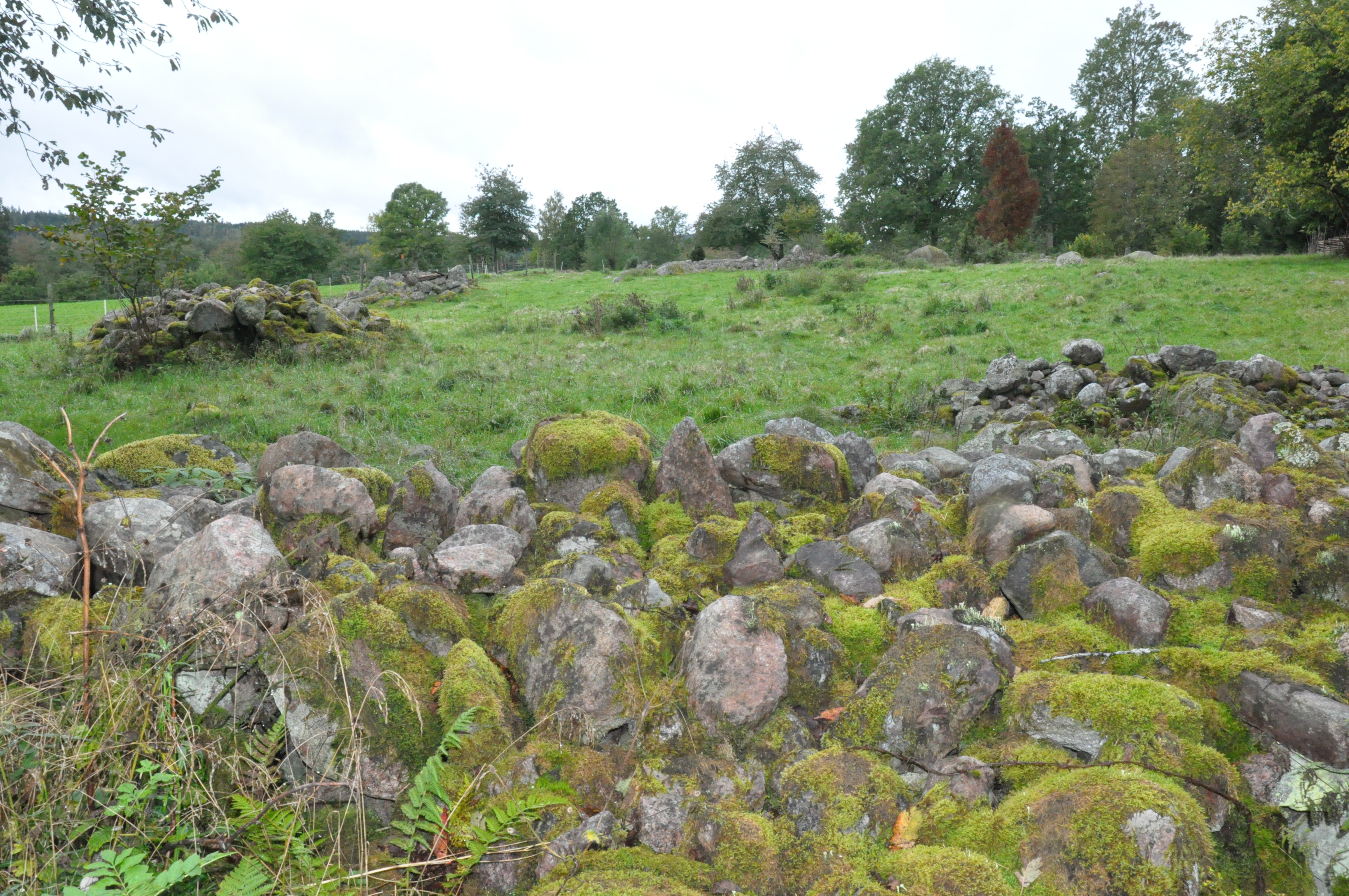
Storängen med odlingsröse
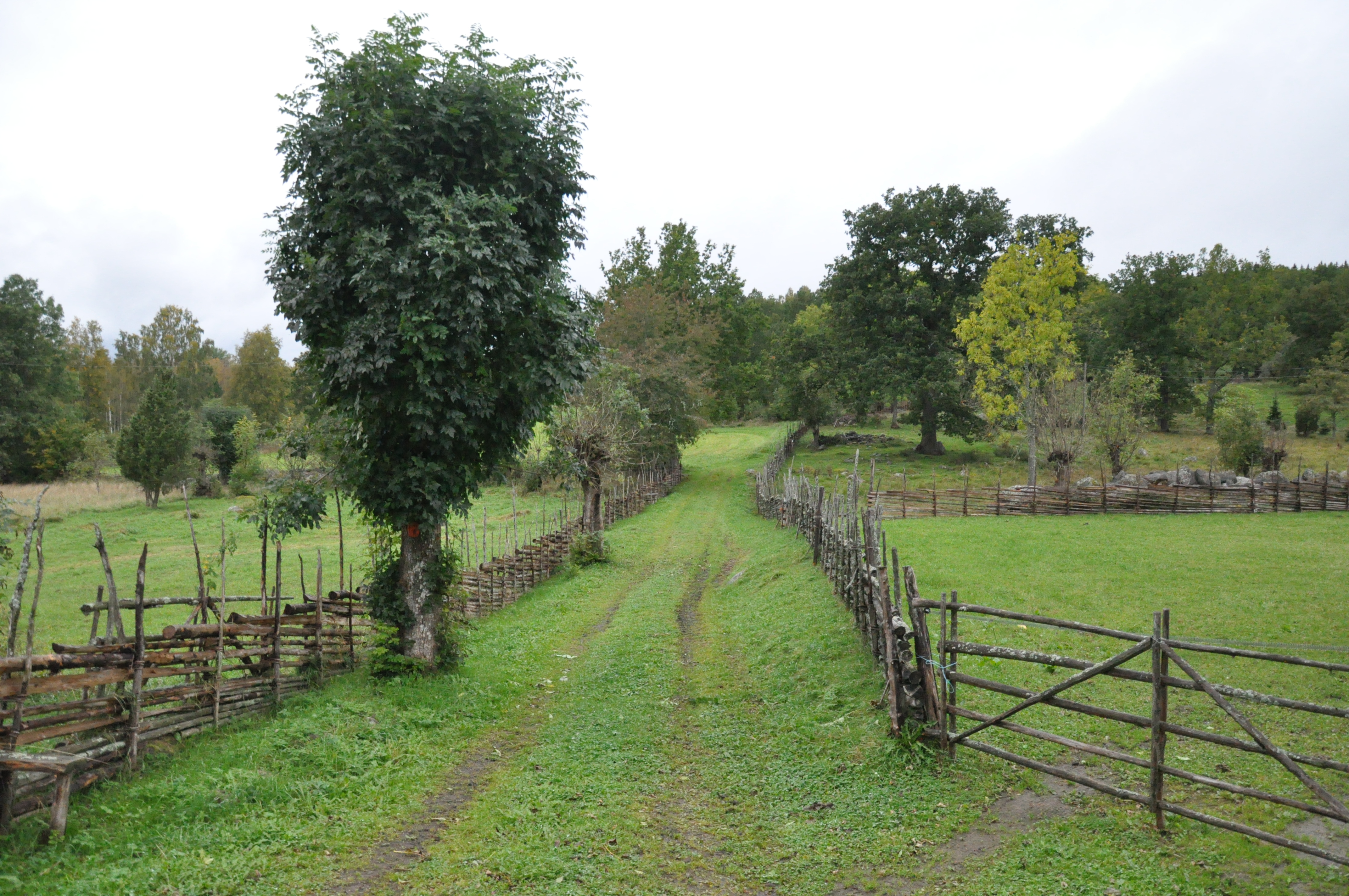
Vägen mot Norra gärdet
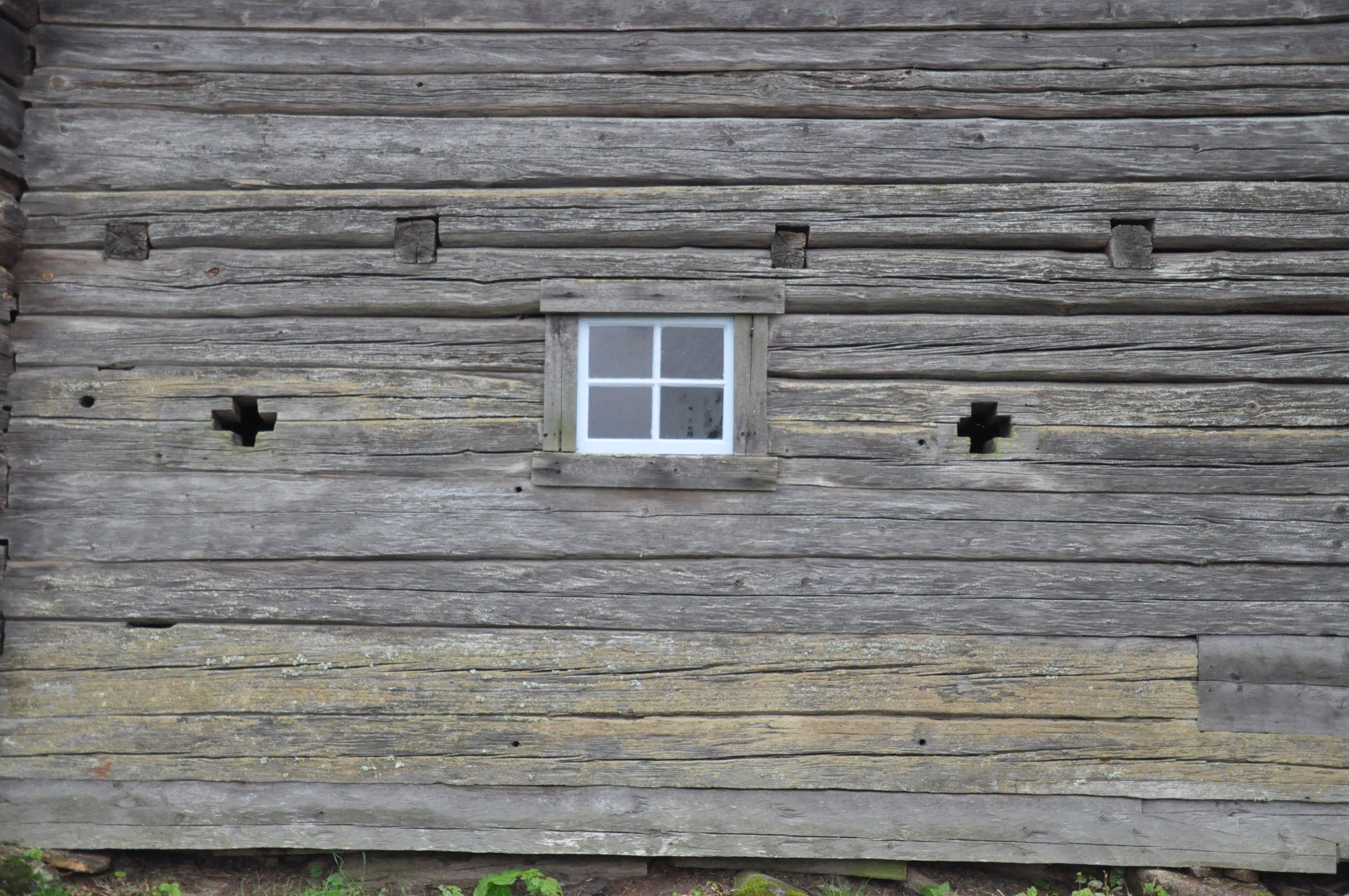
Kors i stallväggen mot vägen
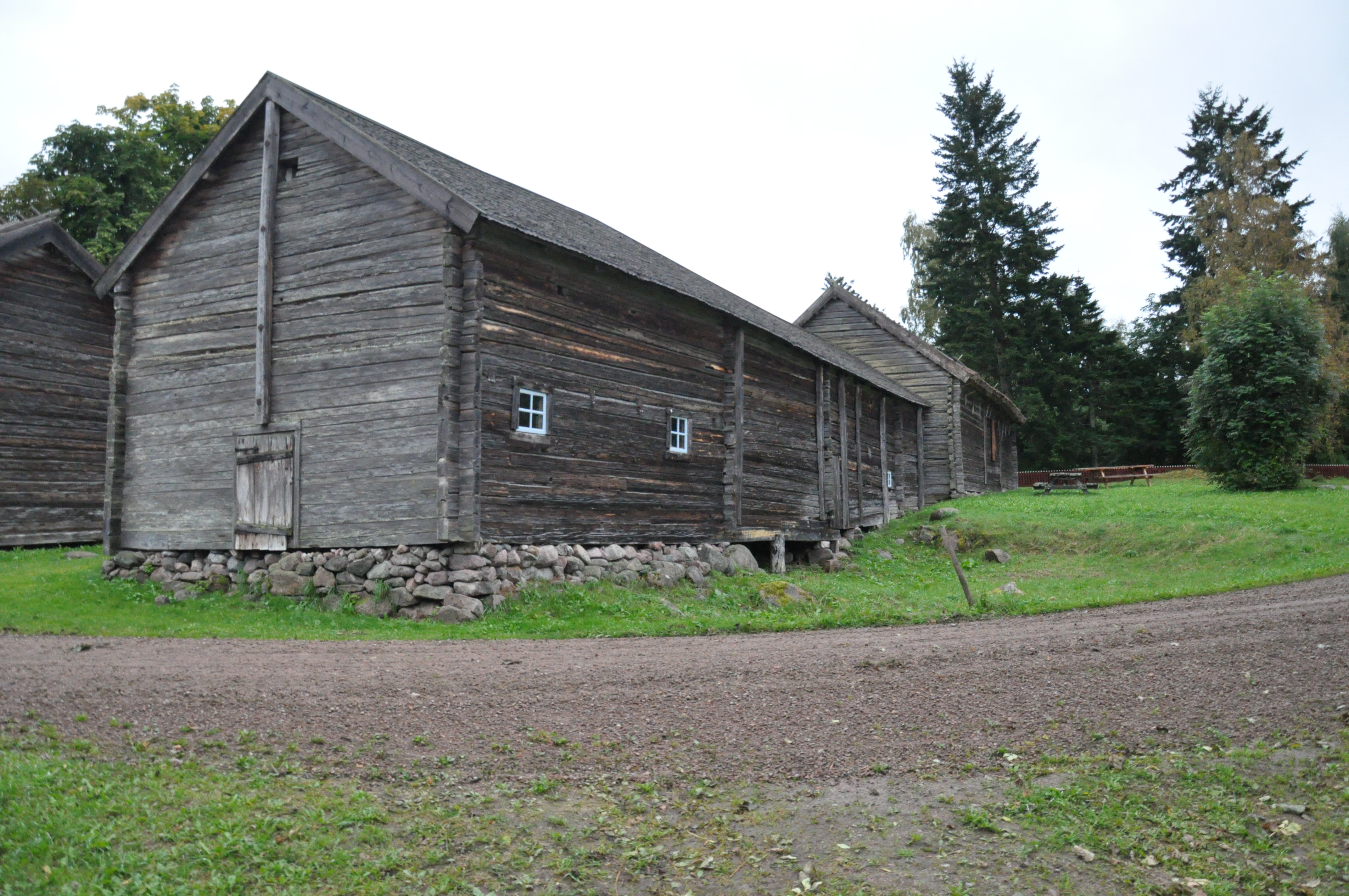
Sydvästra ekonomilängan från vägen
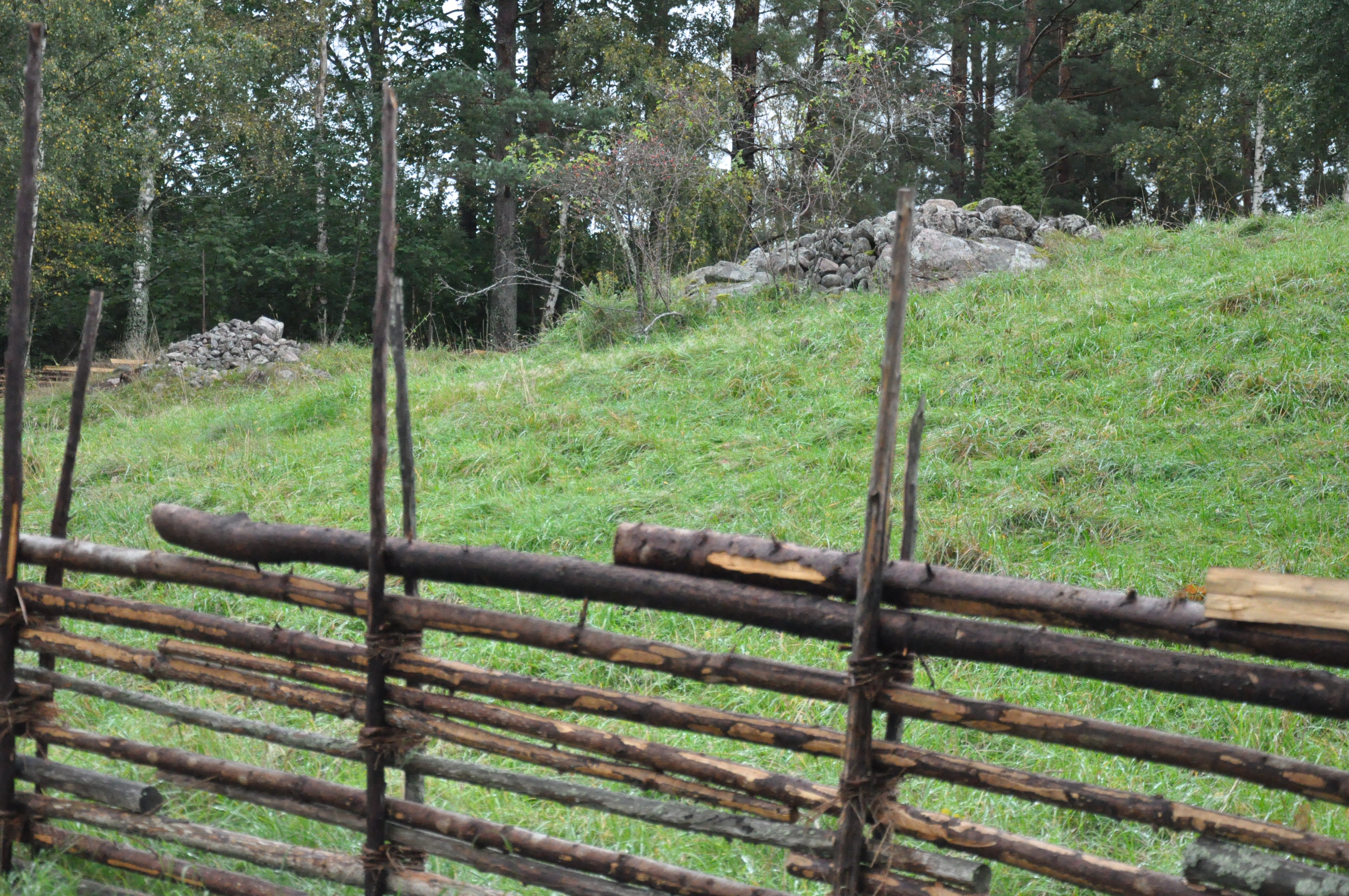
Odlingsrösen
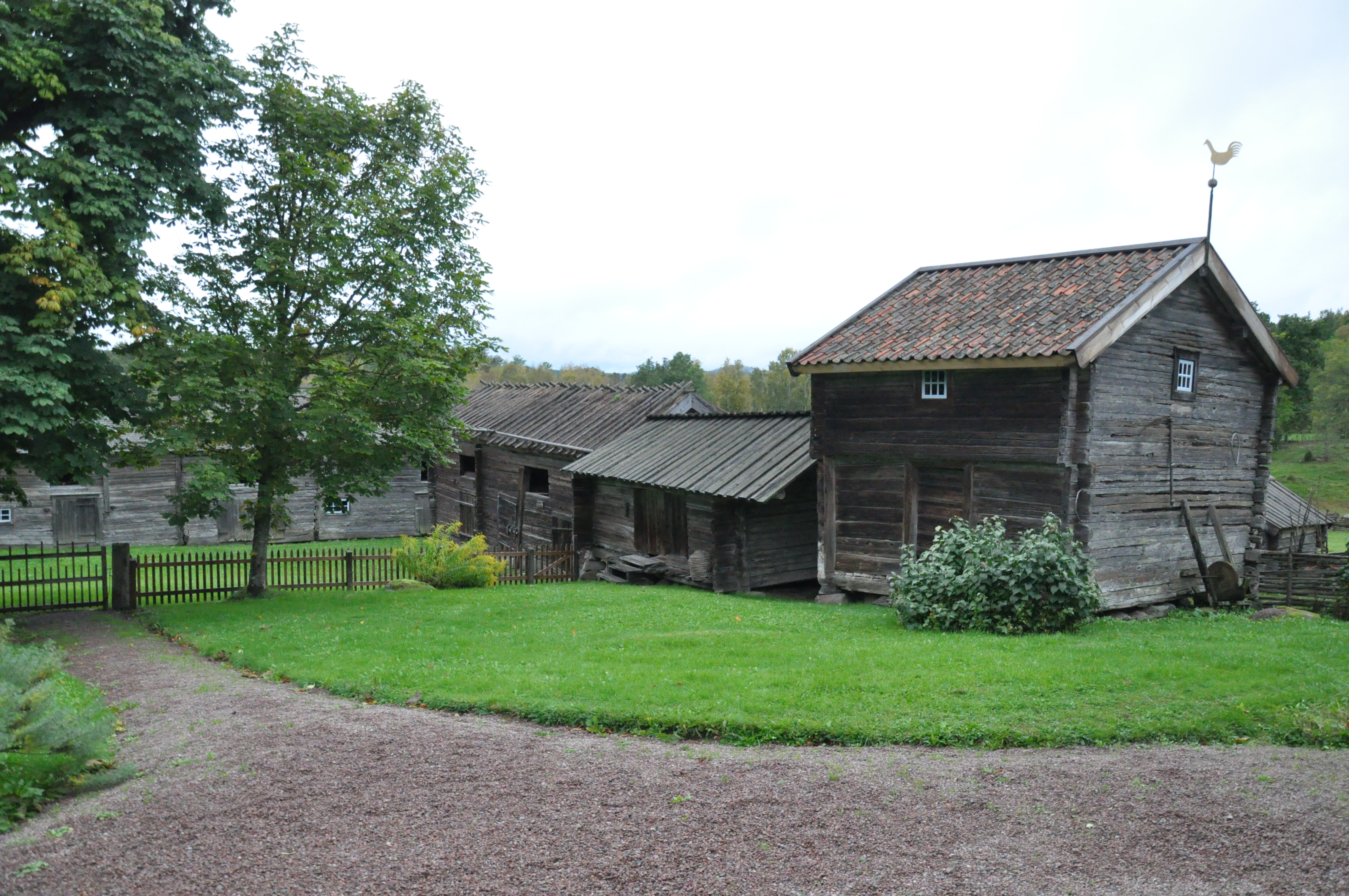
Ekonomibyggnader sedda från manhuset
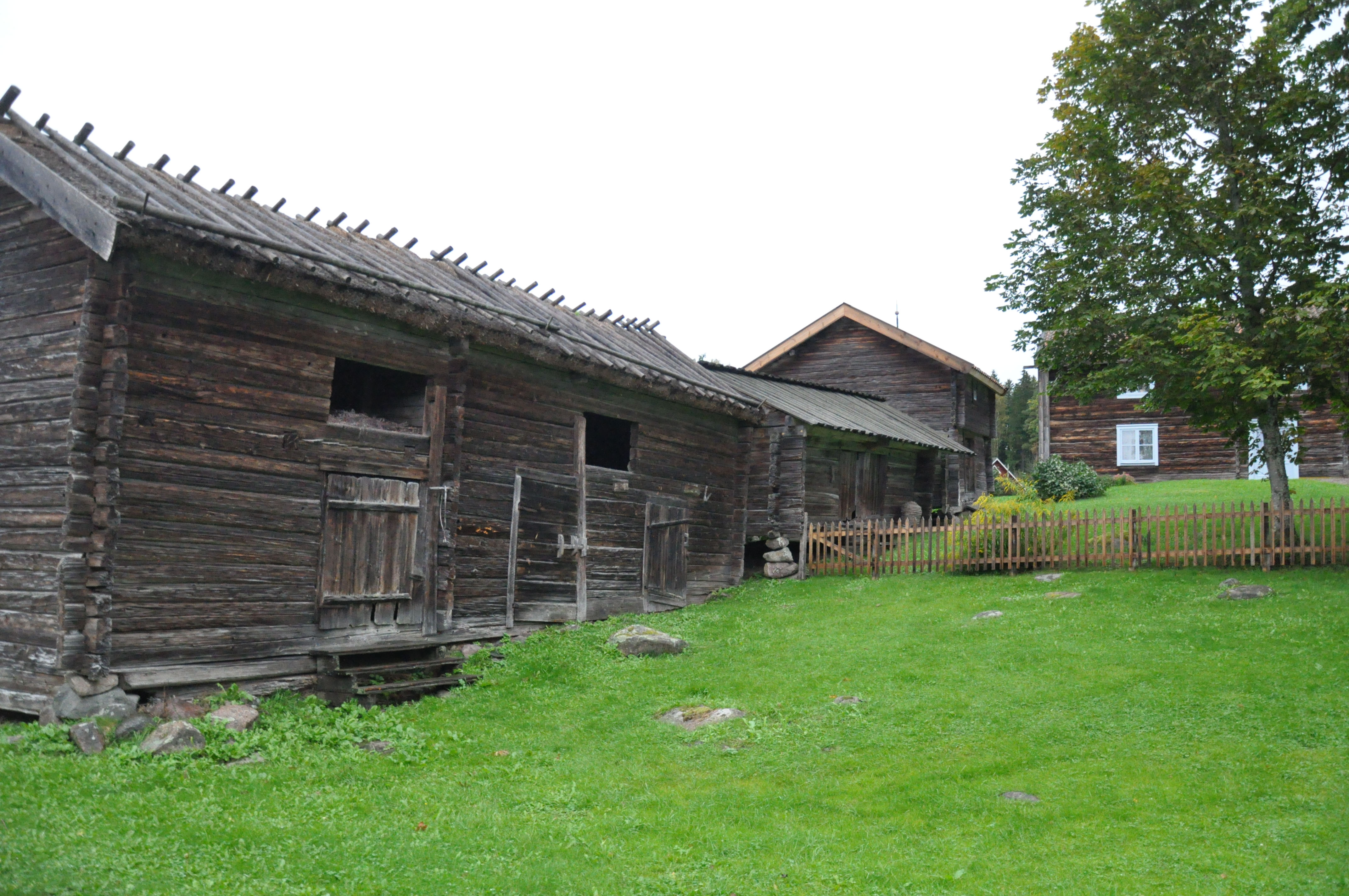
Fägården med nordvästra längan av ekonomibyggnader